# Carl Wilmesmeier
Carl Wilmesmeier (* 22. November 1901; † ?) war ein deutscher  Politiker (CDU) und für Bremerhaven Mitglied der Bremischen Bürgerschaft.

## Biografie
Wilmesmeier war als Kraftfahrer in Bremerhaven tätig. Er wurde um 1945/46 Mitglied der CDU und war 1948/49 Geschäftsführer des CDU-Kreisverbandes Bremerhaven. Er war von 1947 bis 1951 Mitglied der 2. Bremischen Bürgerschaft und dort Mitglied verschiedener Deputationen sowie im Ausschuss für die Beratung des Antrages zur Auflösung der Bürgerschaft.